# Cryptomella oceanica
Cryptomella oceanica é uma espécie de gastrópode do gênero Cryptomella, pertencente à família Conidae.